# Museo de las Casas Reales
El Museo de las Casas Reales és un dels monuments culturals mes importants  construït durant l'era colonial a la Hispaniola, avui la República Dominicana. Està ubicat en el districte Colonial de Santo Domingo.
L'edifici es va construir al segle xvi per albergar les oficines administratives de les colònies espanyoles a les Americas.
El palau va ser construït per ordre de la Corona espanyola, representada pel rei d'Aragó Ferdinand, el 5 d'octubre de 1511 per albergar les oficines de govern principals de la colònia amb dos edificis interconnectats (per això el plural Casas Reales). En la primera secció (sud) es trobava la Real Audiencia, el primer tribunal del Nou Món, així com l'oficina de l'Auditor General. La segona secció (nord) va ser utilitzada pels Virreis successius, Governadors i Capitans-Generals.
L'estructura arquitectònica original ha experimentat canvis a través de la història del país. El 1807, durant el període de sobirania francesa sobre la part est de la Hispaniola, el general francès Louis Ferrand va donar a la façana un estil arquitectònic clàssic. Durant el govern del President Carlos Felipe Morales, alguns canvis van ser fets per utilitzar l'edifici com a Palau Governamental. La Presidència més tard es va traslladar a una mansió del Palau Nacional de la República Dominicana. Durant el govern de Rafael Leónidas Trujillo altres modificacions van ser fetes per poder acollir les oficines de govern. La oficina de Trujillo i una col·lecció extensa d'armes i armadures que va adquirir, estan exposades en l'edifici.
L'edifici fou més tard restaurat al seu original aspecte del segle xvi i va ser establert, el 18 d'octubre de 1973, durant l'administració del President Joaquín Balaguer, com a museu de la història, vida i costums dels habitants de la colònia espanyola.